# Mabel Simois
Mabel Elisa Simois Sandes es una psicóloga y activista uruguaya.

## Biografía
Es una reconocida psicóloga social y referente en la lucha por los derechos de las mujeres y contra la violencia de género.
En 1986 participó en la fundación de la Casa de la Mujer de la Unión, desempeñándose como coordinadora general y responsable del Área de Violencia contra la Mujer de dicho espacio.Tratándose de una de las organizaciones sociales referentes en el Uruguay por su labor por los derechos de las mujeres, la igualdad de género y la erradicación de la violencia de género.
En 1995 ella y la abogada Patricia Lanzani recibieron amenazas de muerte por su trabajo de acompañamiento a víctimas de violencia de género, ante lo que declaró lo siguiente: "No voy a dejar de hacer lo que hago por recibir estas amenazas. Si dejara de hacerlo, serían muchas las mujeres que ocuparían mi lugar. Yo creo que este no es el camino, el diálogo es el camino. En una sociedad sana no podemos admitir estos métodos"
La activista feminista Moriana Hernández afirma en su libro, "El despertar de una nueva conciencia", que: "la primera feminista que sostuvo que en Uruguay había violencia doméstica fue Mabel Simois"
Desde 1995 a 2000 fue coordinadora de la Red Nacional contra la Violencia Doméstica y Sexual del Uruguay, que se trata de una coordinación de más de 30 organizaciones de la sociedad civil dedicadas a la prevención, atención, investigación y sensibilización en violencia doméstica y sexual.
En 1993 escribió Soy Mujer, una publicación, que al igual que el resto, es sobre la violencia de género en el ámbito doméstico y sus formas de abordaje.
En el año 1996 egresó de la Escuela de Psicología Social de Montevideo con el título de Psicóloga Social, especializándose luego en violencia doméstica tanto en Uruguay como en España
Entre el 2005 y el 2007 fue responsable de la coordinación del Comité de América Latina y el Caribe para la Defensa de los Derechos de las Mujeres (CLADEM)
El 26 de marzo de 2008 fue elegida como mujer del año del 2007 en el Rubro Voluntariado Social por más de 300 periodistas, asociaciones, federaciones y personalidades destacadas.
En el año 2009 la Junta Departamental de Montevideo la reconoció como Montevideana Ilustre otorgándole el premio "Día internacional de la Mujer-Junta Departamental de Montevideo" para reconocer su labor destacada como Psicóloga Social, entregándole además una escultura donada por la artista plástica Alma Wener llamada "Montevideanas".
El 22 de noviembre del 2022 fue reconocida su trayectoria por la Intendencia de Montevideo como Ciudadana Ilustre de Montevideo, en la Sala Delmira Agustini del Teatro Solís junto a otras dos reconocidas activistas por los aportes realizados.

## Obras
- 1993, Soy mujer: para desnudar mitos y contradicciones, para enfrentar la humillación, los malos tratos y toda forma de abuso / Mabel Simois. Montevideo : Fin de Siglo, 1993. 95 p.[10] (ISBN 9974491983)
- 1994, Violencia doméstica, Montevideo : Casa de la Mujer de la Unión : Fesur. 64 p.[11]
- 1999, Violencia familiar: una aproximación multidisciplinaria, Montevideo : Casa de la Mujer de la Unión : Fesur 222 p.[12]